# Vịnh san hô ở Nouvelle-Calédonie
Rạn san hô Nouvelle-Calédonie nằm ở Nouvelle-Calédonie thuộc Nam Thái Bình Dương là rạn san hô chắn bờ liên tục dài nhất thế giới và là rạn san hô chắn bờ lớn thứ ba thế giới chỉ sau rạn san hô Great Barrier và rạn san hô Belize Barrier.
Rạn san hô chắn bờ Nouvelle-Calédonie bao quanh Grande Terre, hòn đảo lớn nhất của Nouvelle-Calédonie cùng một số đảo nhỏ khác như Pines với tổng chiều dài 1.600 kilômét (990 mi). Rạn san hô tạo thành một đầm phá trong nó có diện tích 24.000 kilômét vuông (9.300 dặm vuông Anh), với độ sâu trung bình 25 mét (82 ft). Rạn san hô Nouvelle-Calédonie nằm cách bờ 30 kilômét (19 mi) nhưng kéo dài gần 200 kilômét (120 mi) đến các rạn san hô Entrecasteaux ở phía tây bắc. Phần mở rộng về phía tây bắc này bao quanh xã đảo Belep và nhiều cồn cát khác. Một số lối đi tự nhiên mở ra đại dương như là Boulari dẫn đến Nouméa, thủ đô và là cảng chính của Nouvelle-Calédonie được dẫn hướng bởi ngọn hải đăng Amédée.

## Sinh thái
Đây được coi là rạn san hô lớn thứ hai thế giới chỉ sau Great Barrier ở Úc và là rạn san hô chắn bờ liên tục dài nhất thế giới với chiều dài 1.600 kilômét (990 mi) và các đầm phá trong nó là khu đầm phá lớn nhất thế giới với tổng diện tích 24.000 kilômét vuông (9.300 dặm vuông Anh). Hệ sinh thái của rạn san hô này cùng với Fiji là nơi tập trung các cấu trúc san hô đa dạng nhất thế giới với 146 loài, được xếp ngang bằng thậm chí vượt hơn cả so với Great Barrier về sự đa dạng của các loài san hô và cá.
Rạn san hô có sự đa dạng lớn và mức độ các loài đặc hữu cao và đặc biệt là nơi sinh sống của quần thể loài bò biển lớn thứ ba thế giới đang bên bờ vực tuyệt chủng và là nơi làm tổ quan trọng của đồi mồi dứa cực kỳ nguy cấp. Trong các đầm phá của Nouvelle-Calédonie có nhiều loài động vật từ sinh vật phù du đến các loài cá lớn và thậm chí cả cá mập.

## Hình ảnh

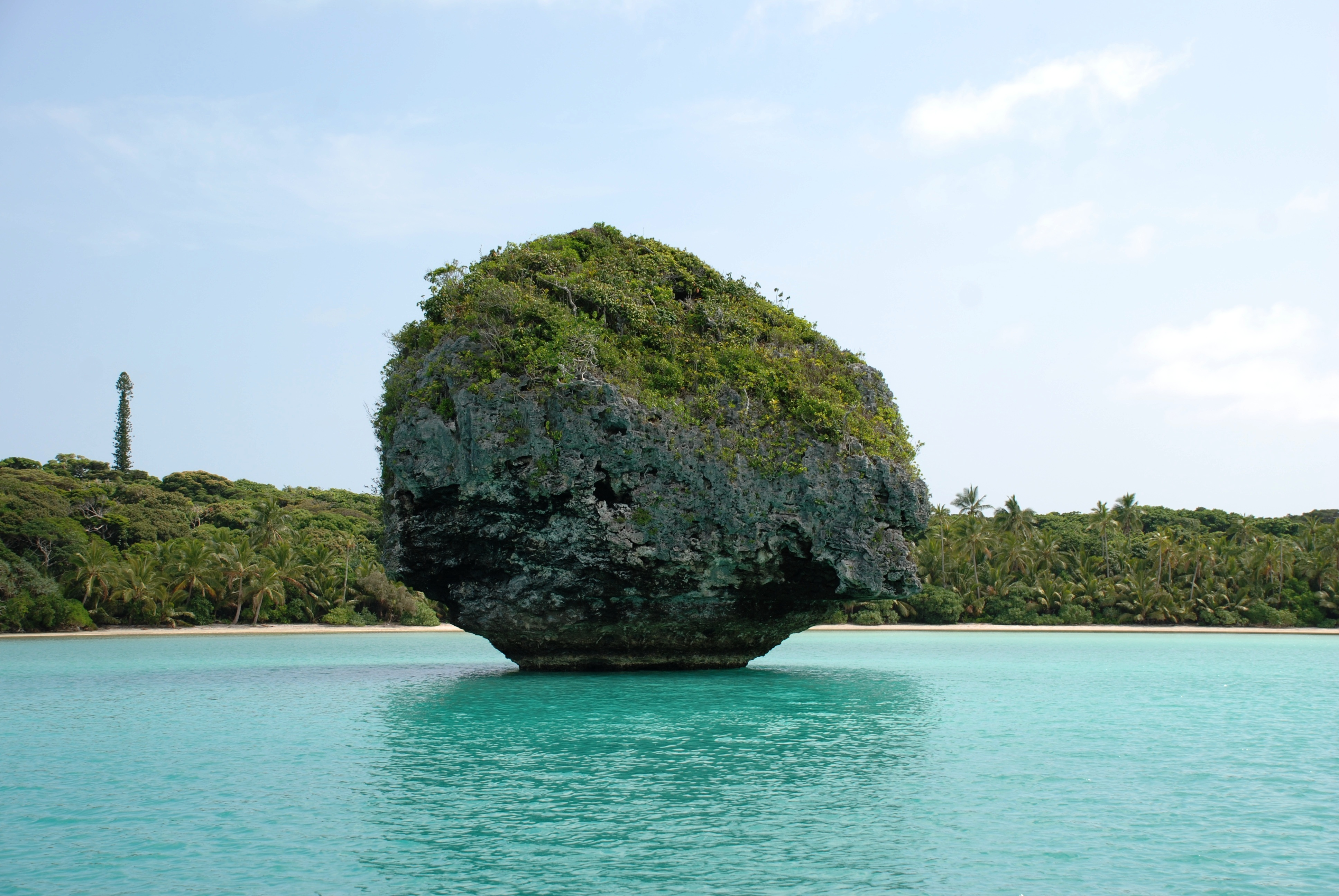
Đảo Pines
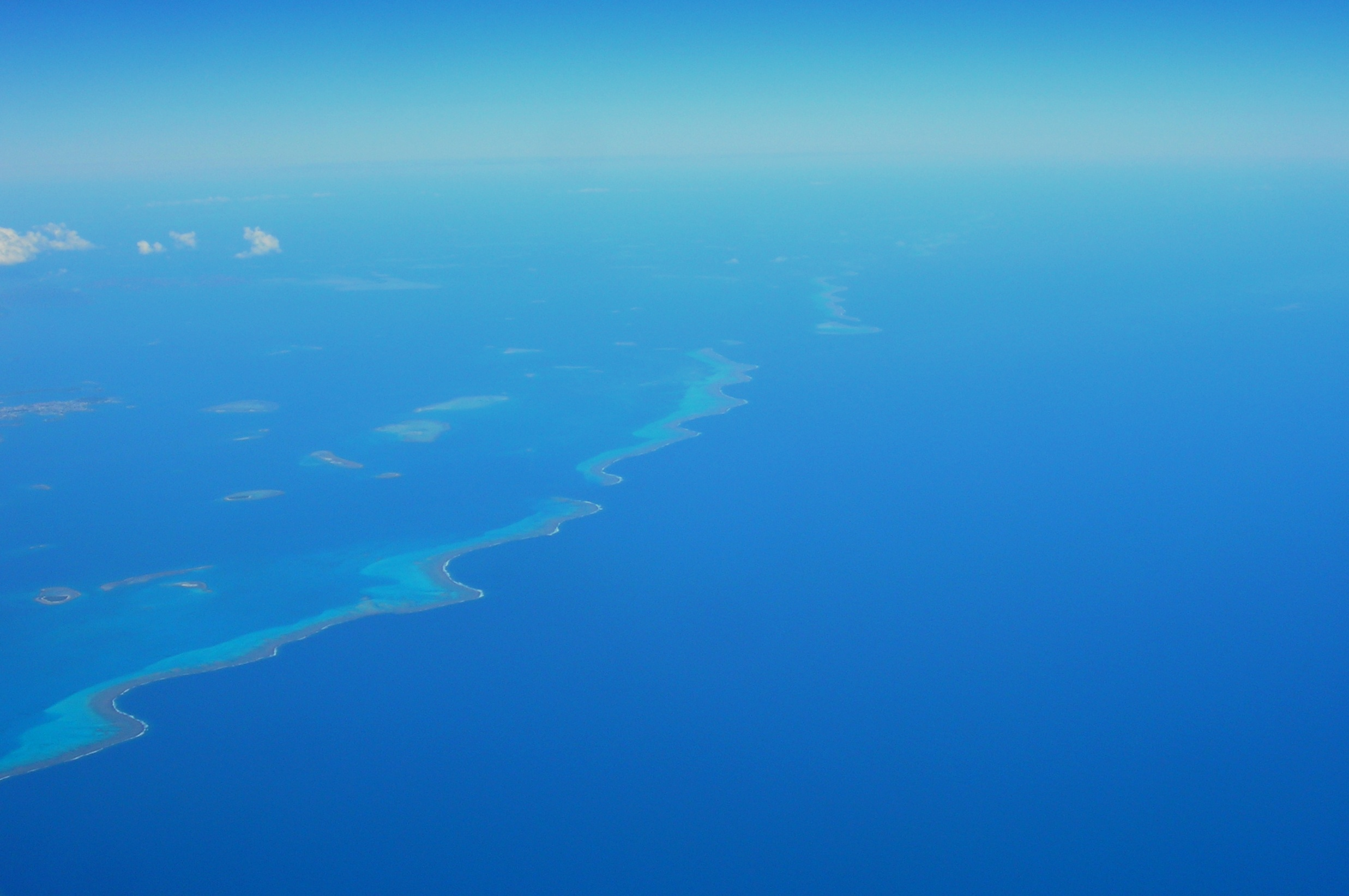
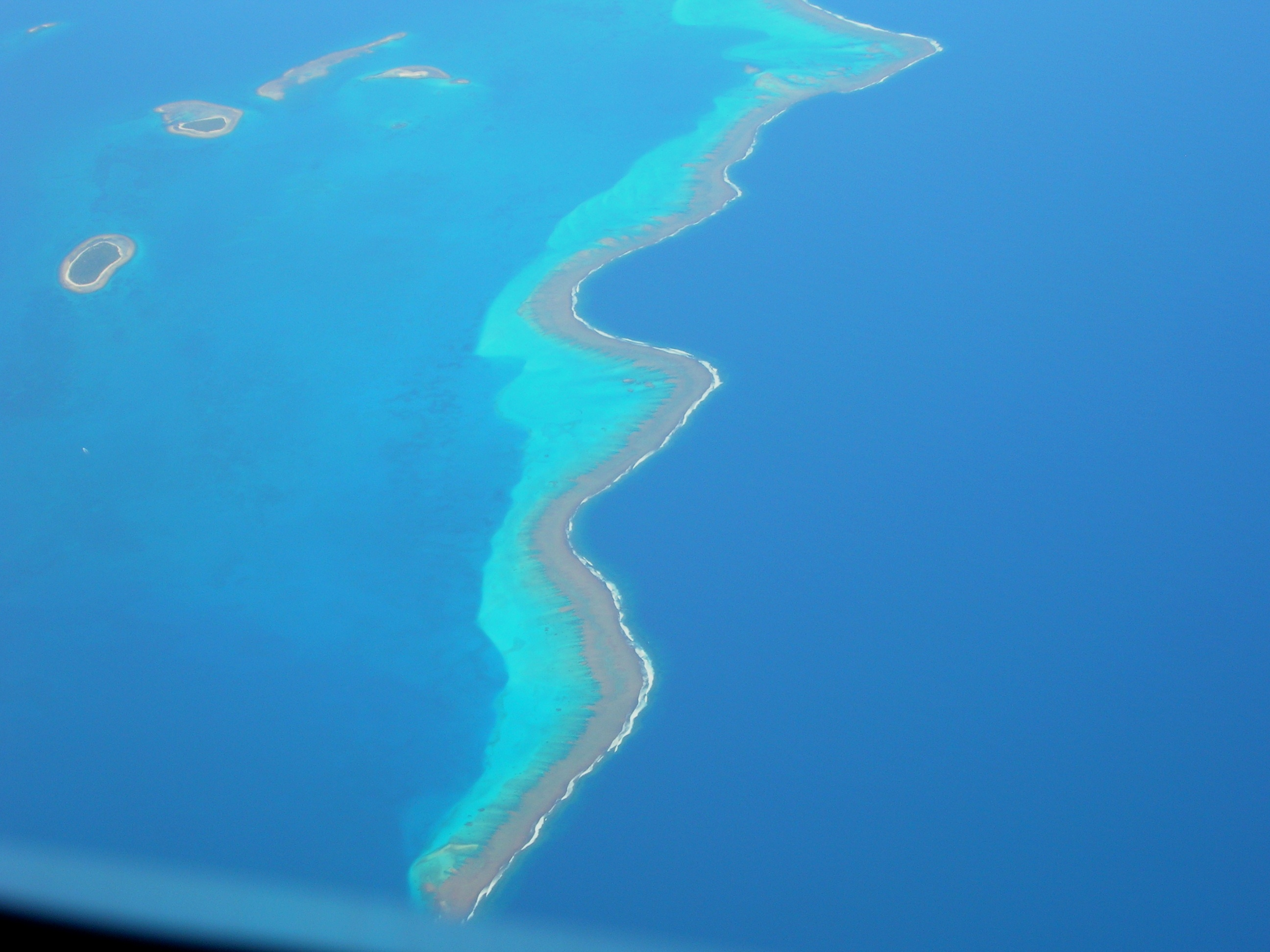
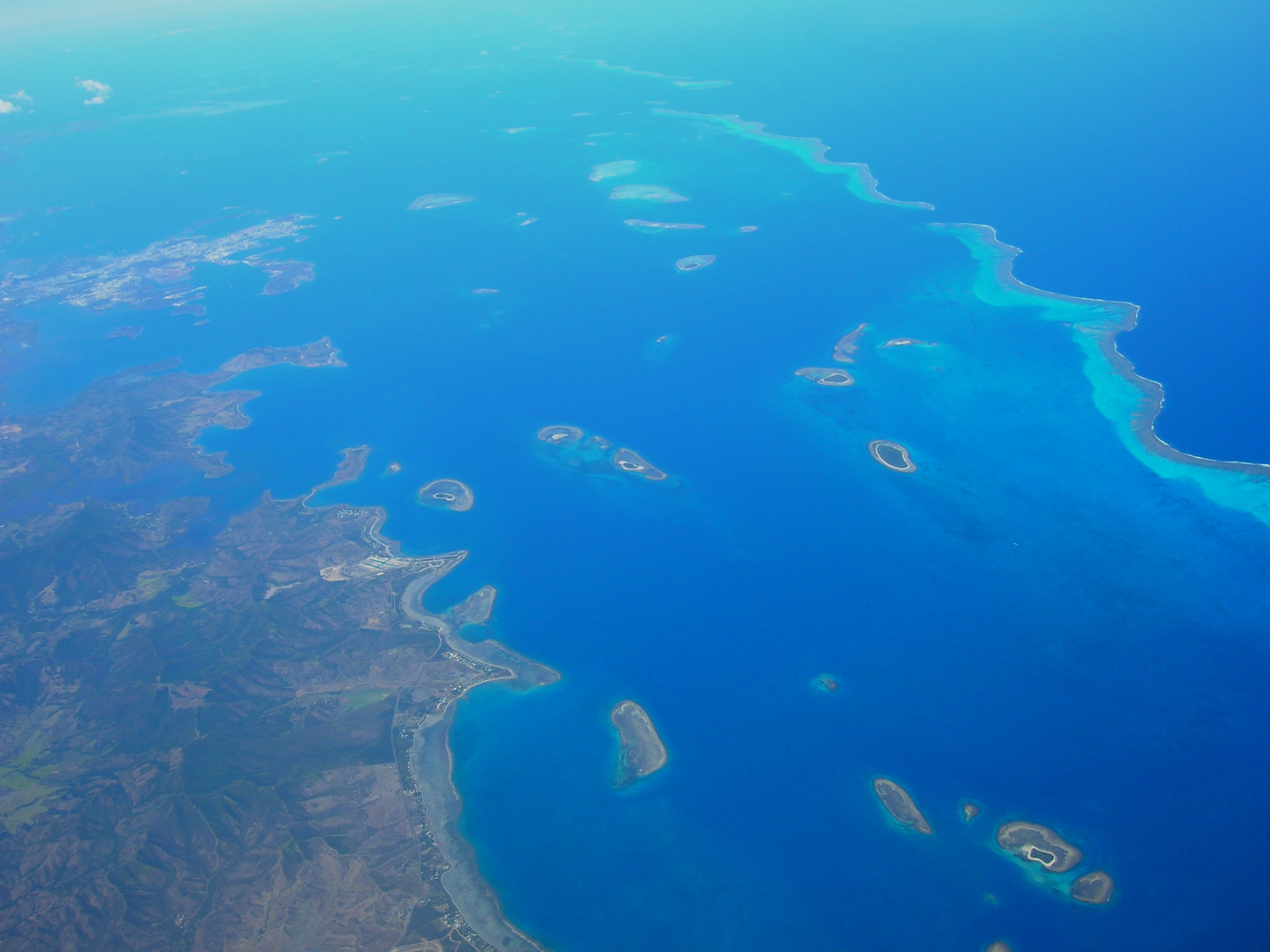
Phần đầm phá gần Dumbéa và Païta tây bắc Nouméa, không được đưa vào Di sản thế giới.
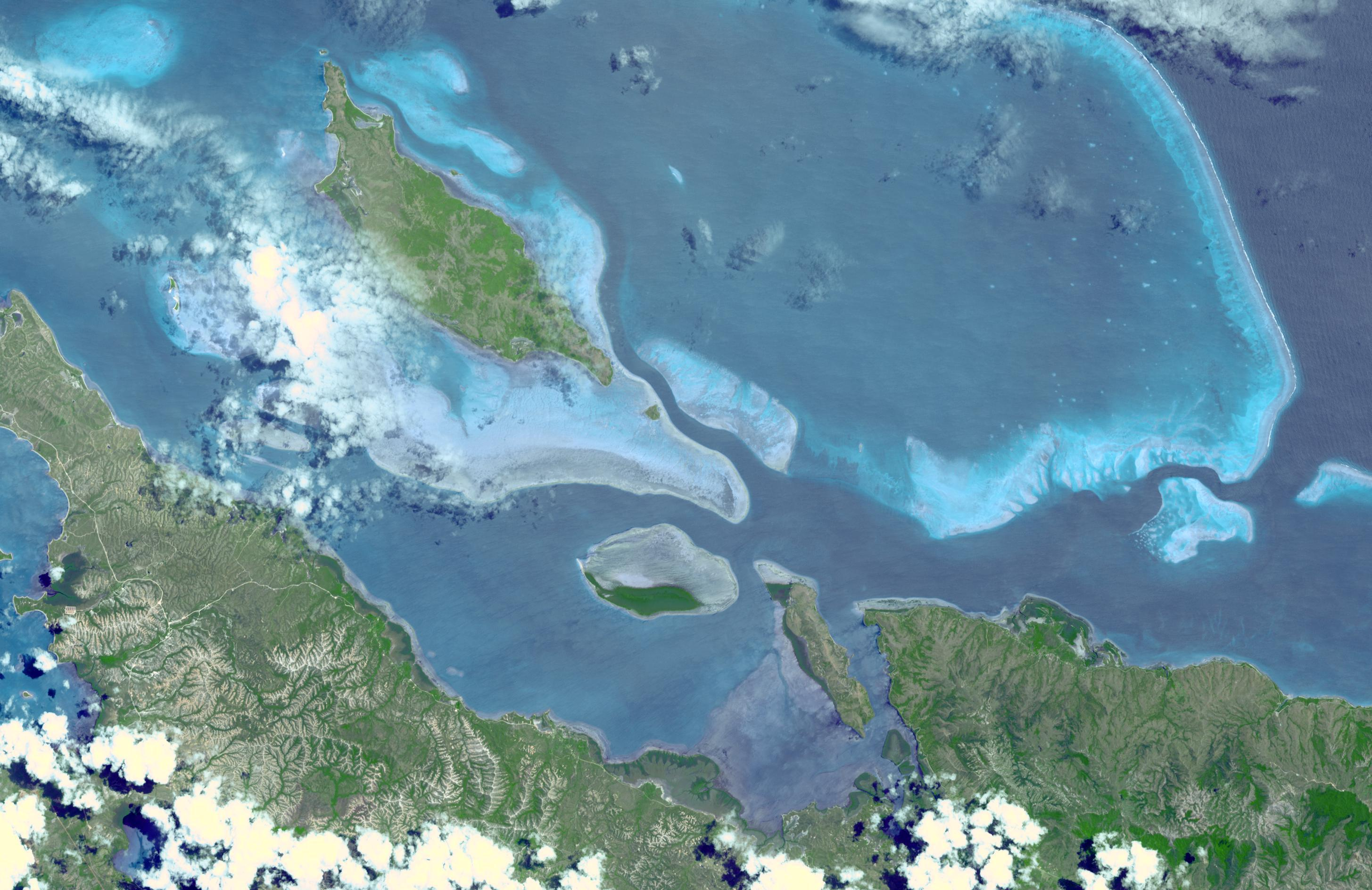
Hình ảnh khu vực đầm phá
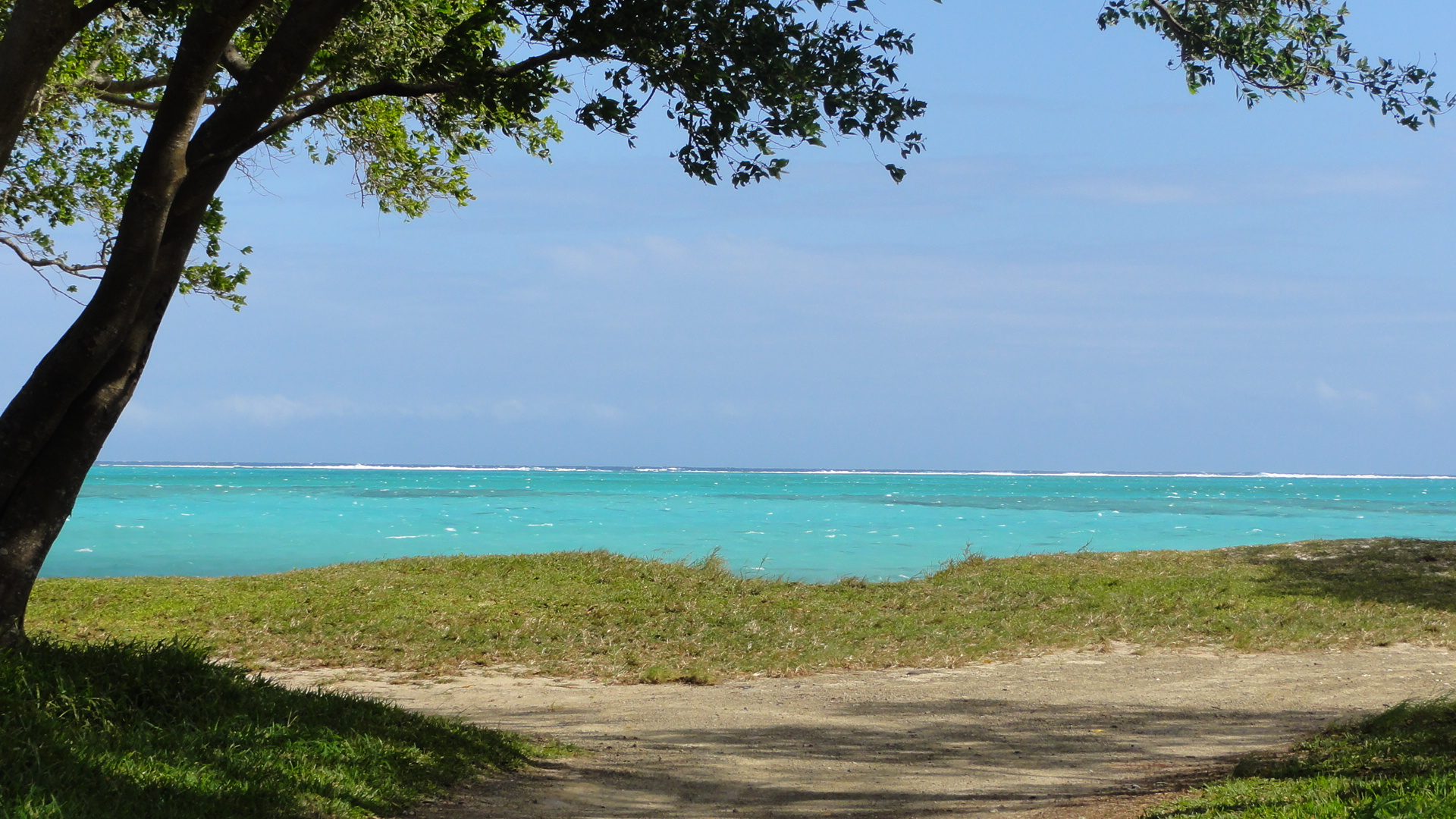
Đầm phá Poé